# Гранди (Вирџинија)
Гранди (Вирџинија) (енгл. Grundy) град је у америчкој савезној држави Вирџинија. По попису становништва из 2010. у њему је живело 1.021 становника.

## Демографија
Према попису становништва из 2010. у граду је живело 1.021 становника, што је 84 (7,6%) становника мање него 2000. године.
| Група             | 2000.       | 2010.       |
| Белци             | 864 (78,2%) | 863 (84,5%) |
| Афроамериканци    | 198 (17,9%) | 102 (10,0%) |
| Азијати           | 5 (0,5%)    | 15 (1,5%)   |
| Хиспаноамериканци | 31 (2,8%)   | 32 (3,1%)   |
| Укупно            | 1.105       | 1.021       |